# Hans Cramer
Hans Cramer (Minden, 13 de julio de 1896 - Hausberge, 28 de octubre de 1968) fue un general alemán, teniendo como su principal mandato el Afrika Korps.
Entró en el Ejército como un oficial cadete en 1914, acabando la Primera Guerra Mundial (1914-18) con el grado de teniente (Leutnant). Durante el período de entreguerras sirvió con la infantería y más tarde en la caballería.
Ostentaba el grado de teniente coronel (Oberstleutnant) cuando estalló la Segunda Guerra Mundial, fue nombrado coronel (Oberst) el 1 de octubre de 1940, mayor general el 1 de noviembre de 1942, teniente general (Generalleutnant) el 22 de enero de 1943 y finalmente General der Panzertruppe el 1 de mayo de 1943.
Fue capturado por los británicos el 16 de mayo de 1943, retornando a Alemania el 15 de mayo de 1944, siendo nuevamente apresado en mayo de 1945 y liberado en 1946, viniendo a fallecer en Hausberge el 28 de octubre de 1968. Fue condecorado con la Cruz de Caballero de la Cruz de Hierro (27 de junio de 1941) y la Cruz Alemana en oro (5 de marzo de 1942).

## Condecoraciones
- Cruz de Hierro (1914) 
  - 2.ª Clase
  - 1.ª Clase
- Cruz de Guerra para la acción heroica
- Kriegsverdienstkreuz (Lippe)
- Cruz Lippe para Servicio Fiel
- Medalla de herido en plata  (1918)
- Cruz de Honor de la Guerra Mundial 1914/1918
- Premio al Servicio de la Wehrmacht, cuarta clase con primera clase
- Broche de la Cruz de Hierro (1939) 
  - 2.ª clase (19 de septiembre de 1939)
  - 1.ª clase (3 de octubre de 1939)
- Insignia Panzer en plata (4 de octubre de 1941)
- Cruz Alemana en oro (5 de marzo de 1942)
- Cruz de Caballero de la Cruz de Hierro (27 de junio de 1941) como Oberstleutnant y comandante del Regimiento-Panzer 8
- Ärmelband Afrika
- Cruz de Comendador de la Orden de la Estrella colonial de Italia (7 de mayo de 1942)